# Skowroniak
Skowroniak (Ramphocoris clotbey) – gatunek małego ptaka z rodziny skowronków (Alaudidae). Występuje w północnej Afryce oraz na Bliskim Wschodzie. Nie jest zagrożony wyginięciem.

## Systematyka
Jedyny przedstawiciel rodzaju Ramphocoris. Nie wyróżnia się podgatunków.

## Zasięg występowania
Występuje w północnej Afryce, od Sahary Zachodniej, przez Maroko, Tunezję i północną Algierię, aż do północno-zachodniej Libii. Zasiedla także centralny Półwysep Arabski, Jordanię, północną Arabię Saudyjską, wschodni Izrael i południowo-wschodni Irak. Środowisko życia stanowią pustynie, zarośla i stepy.

## Morfologia
Długość ciała wynosi 17–18 cm, rozpiętość skrzydeł 36–40 cm. Długość skrzydła wynosi u samców 128–133 mm, u samic 124–128 mm. Masa ciała u samców wynosi 52–55 g, zaś u samic średnio 45 g. Występuje nieznaczny dymorfizm płciowy, samice są mniej kontrastowo i wyraźnie ubarwione niż samce. Obszar pod okiem biały, podobnie jak plamka przy dolnej szczęce i pod pokrywami usznymi. Poza tym boki głowy ciemnoszare. Wierzch ciała płowy, boki również. Spód ciała niemal biały, na piersi występuje plamkowanie. Lotki II i I rzędu brązowoszare, posiadają białe zakończenia. Dziób gruby.

## Zachowanie

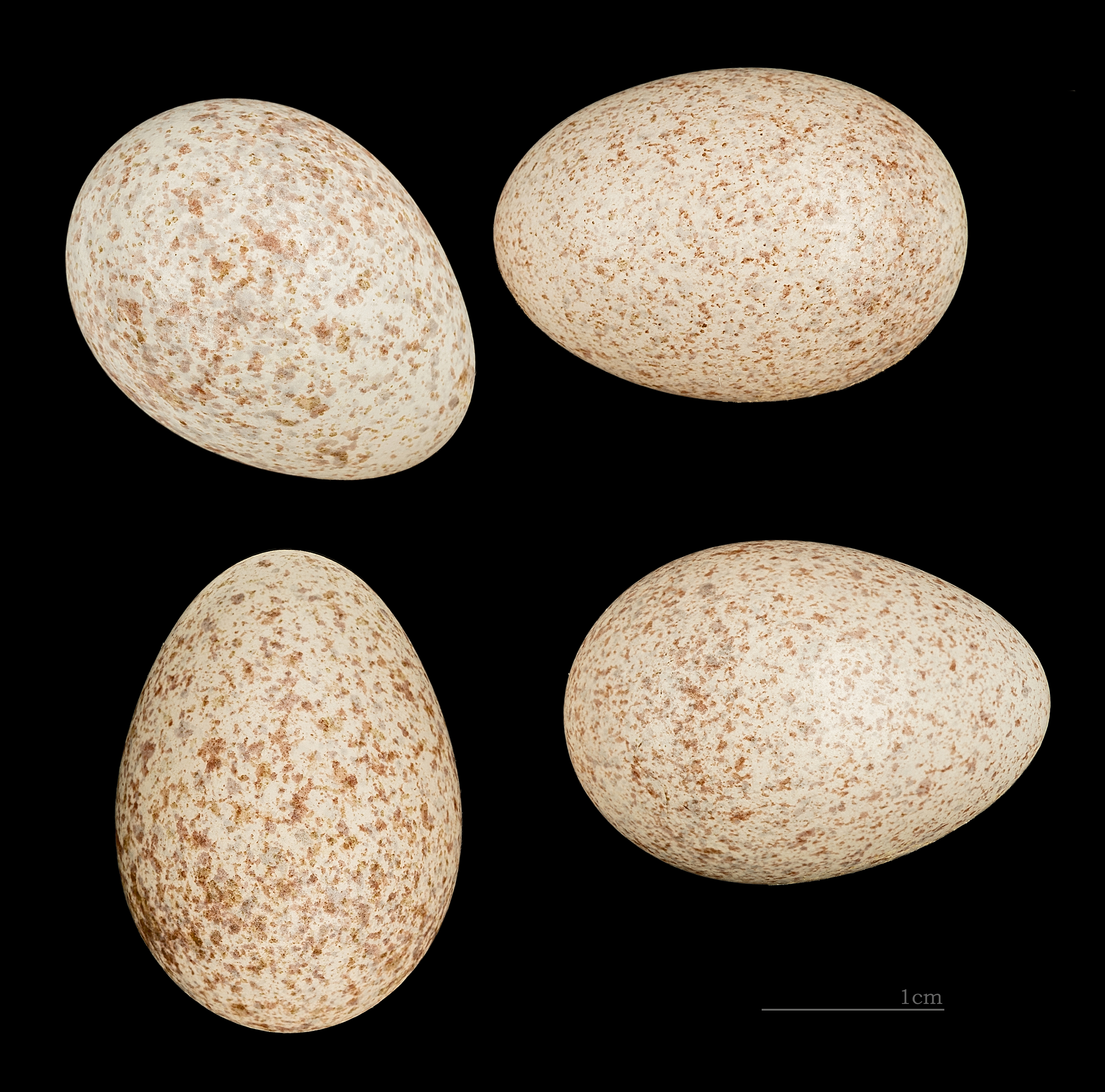
Jaja skowroniaka

Sezon lęgowy trwa od końca marca do końca maja, w Jordanii do kwietnia. Gniazdo mieści się na ziemi, pod krzewem lub kamieniem. Stanowi je płytki dołek wyściełany roślinnością. Samica składa 2 białokremowe jaja, z czerwonobrązowymi plamkami. Między rokiem 1930 a 1931 znaleziono parę ptaków z czterema jajami.
Pożywienie stanowią nasiona, rośliny i owady. Używa dzioba do przełamywania pędów. Twarde nasiona może połykać w całości.

## Status
IUCN uznaje skowroniaka za gatunek najmniejszej troski (LC – Least Concern) nieprzerwanie od 1988 roku. Liczebność populacji nie została oszacowana, ale ptak ten opisywany jest jako od często spotykanego po rzadki. Trend liczebności populacji uznawany jest za stabilny.